# トーマス野口

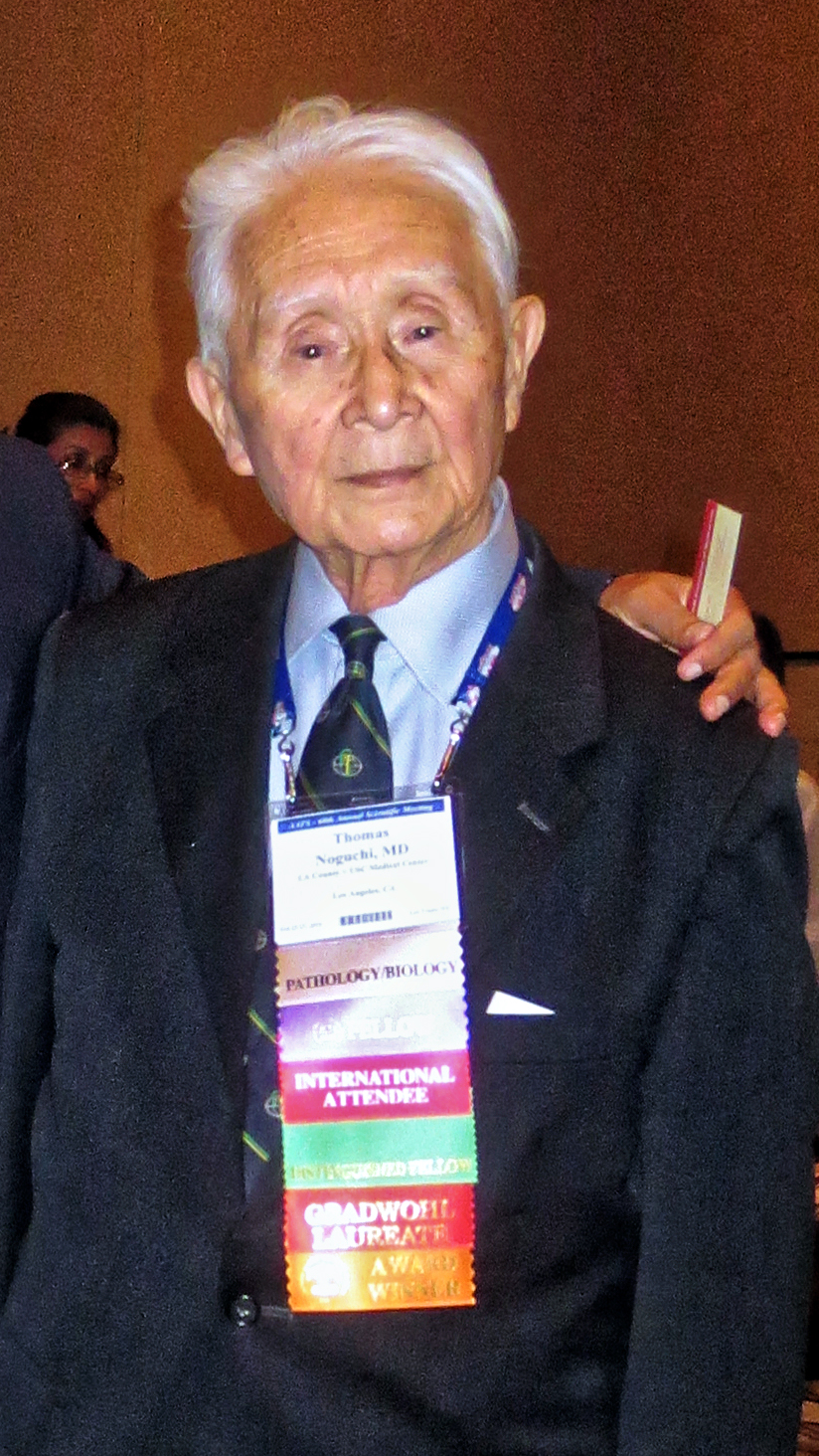
トーマス野口

トーマス・ツネトミ・野口（Thomas Tsunetomi Noguchi) こと野口 恒富（のぐち つねとみ、1927年1月4日 - ）は、アメリカ合衆国の日本人医師。マリリン・モンローやジョン・F・ケネディなどの著名人の検死をおこなったことで知られている。

## 経歴
福岡県生まれ、神奈川県横須賀市育ち。父の渉は耳鼻咽喉科の開業医。1944年旧制神奈川県立横須賀中学校卒業。同級生にノーベル物理学賞を受賞した小柴昌俊がいた。日本医科大学医学部を卒業後、1952年に単身渡米し、ローマ・リンダ大学で臨床・解剖病理学を専攻、助教授となる。1961年からロサンゼルス郡検死局勤務。1967年よりロサンゼルス検死局局長となる。1962年のマリリン・モンローの3時間におよぶ死体解剖を機に、以後、多くの事件の捜査に従事して、法医学に新分野を開拓した。
手がけた検死にはシャロン・テート、ウィリアム・ホールデン、ナタリー・ウッド、ジョン・ベルーシなどの映画スターから政治家、ジョン・F・ケネディ大統領、ロバート・ケネディ上院議員など多岐に渡る。特に、ロバート・ケネディの検死解剖においては、暗殺時、身に着けていた衣服を再び着せた上で、遺体を担ぎながら、暗殺の様子を再現するという綿密な調査を行った。
その緻密で明快な調査は、マスコミを通じて、広く世間一般の注目を集めることとなり、1976年には、彼をモデルにした検死官が登場するテレビドラマ『Dr.刑事クインシー』が放送され、法医学の世界がより多くの人々へ知られることとなった。
1981年10月、30年ぶりに帰国し『モーニングジャンボ奥さま8時半です』（TBS）に出演した。
1982年にウィリアム・ホールデンの検死を行った際に、プライバシーを侵したととがめられたのを機に、バッシングを受けることになり（かねてから彼の地位を快く思わない人種偏見に満ちた誹謗中傷も多かった）、ロサンゼルス検死局局長を辞職。以後は、南カリフォルニア大学医学部教授やUSCメディカルセンターの医師として、後進の育成とともに医療活動を行ったほか、カリフォルニア大学ロサンゼルス校でも教授を務めた。
1999年には、長年の功績により瑞宝章を受け、同年引退した。

## 著書
- 『検死官 Dr.刑事トーマス野口』 トーマス野口/著、ジョセフ・ディモーナ/著、佐瀬稔/訳、講談社、1984年5月
- 『検死捜査 LA検死局長の事件ファイル』 トーマス野口・ノーマン酒井/著、クレスト社、1996年8月

## 関連作品
- Dr.刑事クインシー
- 『ハリウッド検視ファイル　トーマス野口の遺言」山田敏弘/著、新潮社、2013年10月